# سوپر جام آسیا ۲۰۰۲
سوپر جام آسیا ۲۰۰۲ هشتمین و آخرین دوره سوپر جام آسیا که بین قهرمان جام باشگاه‌های آسیا ۰۲–۲۰۰۱ و قهرمان جام برندگان جام آسیا ۰۲–۲۰۰۱ انجام شد و این مسابقات توسط کنفدراسیون فوتبال آسیا برگزار شد و این مسابقات در سال ۲۰۰۲ منحل شد.
تیم سوون سامسونگ نماینده کره جنوبی برای دومین بار قهرمان این دوره از رقابت‌ها شد.

## سوپر جام

### سوون سامسونگ
| حریفان         | مرحله             | نتیجه۱            | گلهای سوون سامسونگ                            |
| -------------- | ----------------- | ----------------- | --------------------------------------------- |
| سندرز          | مرحله دوم انتخابی | ۲۱–۰ ۲            | ?                                             |
| آنیانگ ال جی   | مرحله گروهی       | ۰–۰               |                                               |
| کاشیما آنتلرز  | مرحله گروهی       | ۲–۰               | سئو جونگ-ون ۵۵'، سون دائه-هو ۸۲'              |
| دالیان هایچانگ | مرحله گروهی       | ۲–۰               | ساندرو کاردوسو دوس سانتوس ۸' ۱۸'              |
| نسف قارشی      | نیمه نهایی        | ۳–۰               | آلن آودیچ ۴۹'، سئو جونگ-ون ۷۲'، لی سون-وو ۹۰' |
| آنیانگ ال جی   | فینال             | ۰–۰ (و. ا، ۴ پ ۲) |                                               |

۱ گلهای سوون سامسونگ ابتدا محاسبه شده است.

۲ سندرز در بازی دوم حاضر نشد.

### الهلال
| حریفان                | مرحله          | نتیجه۱     | گلزنان الهلال                                              |
| --------------------- | -------------- | ---------- | ---------------------------------------------------------- |
| تشرین                 | مرحله اول      | ۴–۳        | ?                                                          |
| الاقصی                | مرحله دوم      | ۷–۱        | ?                                                          |
| ریگر                  | یک چهارم نهایی | ۵–۰        | عبدالله جمعان الدوساری ۲۴'، ۳۰'، سامی الجابر ۶۸'، ۸۴'، ۸۸' |
| السد                  | نیمه نهایی     | ۱–۰        | ادمیلسون دیاز دی لوسینا ۴۹'                                |
| چونبوک هیوندای موتورز | فینال          | ۲–۱ (و. ا) | ادمیلسون دیاز دی لوسینا ۴۹'، حسین العلی ۹۸'                |

۱ گلهای الهلال ابتدا محاسبه شده است.

## نتایج بازی
| تیم ۱        | نتیجه نهایی | تیم ۲  | بازی رفت | بازی برگشت |
| ------------ | ----------- | ------ | -------- | ---------- |
| سوون سامسونگ | ۱–۱,(۴ پ ۲) | الهلال | ۱–۰      | ۰–۱        |

### بازی اول
| سوون سامسونگ    | ۱–۰ | الهلال |
| --------------- | --- | ------ |
| لی کی-هیونگ ۵۳' |     |        |

### بازی دوم
| الهلال                 | ۱–۰ (و.ا.) | سوون سامسونگ |
| ---------------------- | ---------- | ------------ |
| ریکاردو پرز تامایو ۵۵' |            |              |
| ضربات پنالتی           |            |              |
|                        | ۲–۴        |              |

## قهرمان
| قهرمان سوپر جام آسیا ۲۰۰۲ |
| ------------------------- |
| سوون سامسونگ              |
| دومین قهرمانی             |